# Cratere Santbech
Santbech è un cratere lunare di 62,24 km situato nella parte sud-orientale della faccia visibile della Luna.